# 仁嘉隆
仁嘉隆（简称：仁村、仁嘉隆新村、仁嘉隆幸福村，或仁加隆）位于马来西亚雪兰莪州瓜拉冷岳县北部，是个华人新村，并以籍贯为福建的华人为主。仁嘉隆于1951年开埠，曾称「沟头」或「十四支」，是个以农产品为主要产业的城镇，这里出产的咖啡、红茶、韭菜、生薑等都享誉全马，也是国内出产最多兰姜的地区。随着佛光山东禅寺在仁嘉隆建成，使这里成为宗教旅游胜地。
随着仁嘉隆蓬勃发展，现今沿南巴生谷大道（SKVE）的地区都纷纷进行大型屋苑发展，其中包括太子城（Bandar Saujana Putra）、IJM集团发展的林峇尤镇（Rimbayu）、丽阳丰逸城（Bandar Tropicana Aman）、Eco Sanctuary、金务大湾城（Gamuda Cove）和twenty five.7等。未来东海岸衔接铁道也将会在仁嘉隆设站。

## 词源
仁嘉隆（Jenjarom）之名，有两个来源：
1. 取自瓜拉冷岳“嘉隆河”的支流。此河直译就是“针河”，因河型细长如针，当地人俗称之为“嘉隆河”。
2. 取自爪哇人口中的蒲草，一种水生草本植物，其叶型细长如针。据说，早年的嘉隆河畔，长满了这类植物。

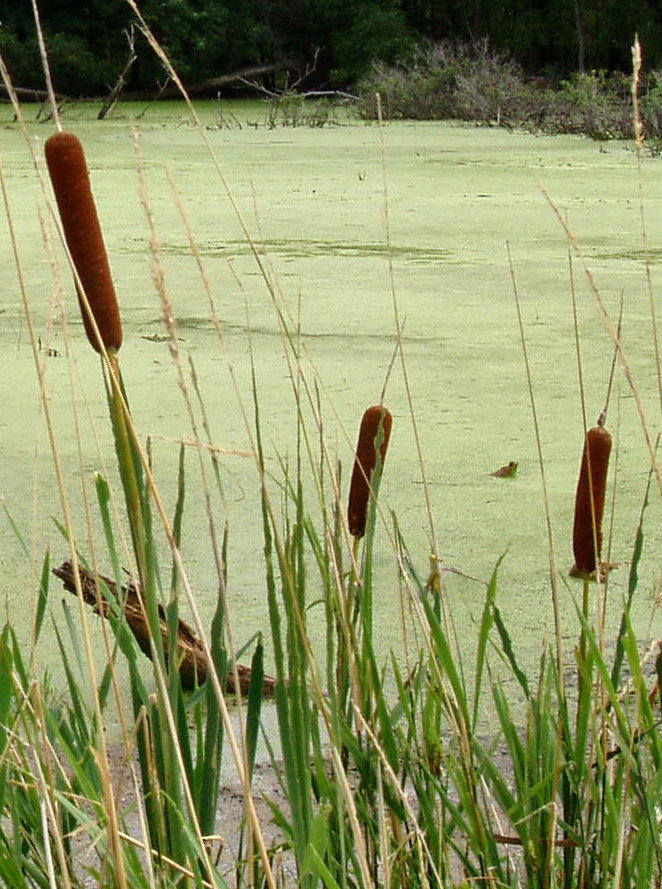
蒲草

## 教育

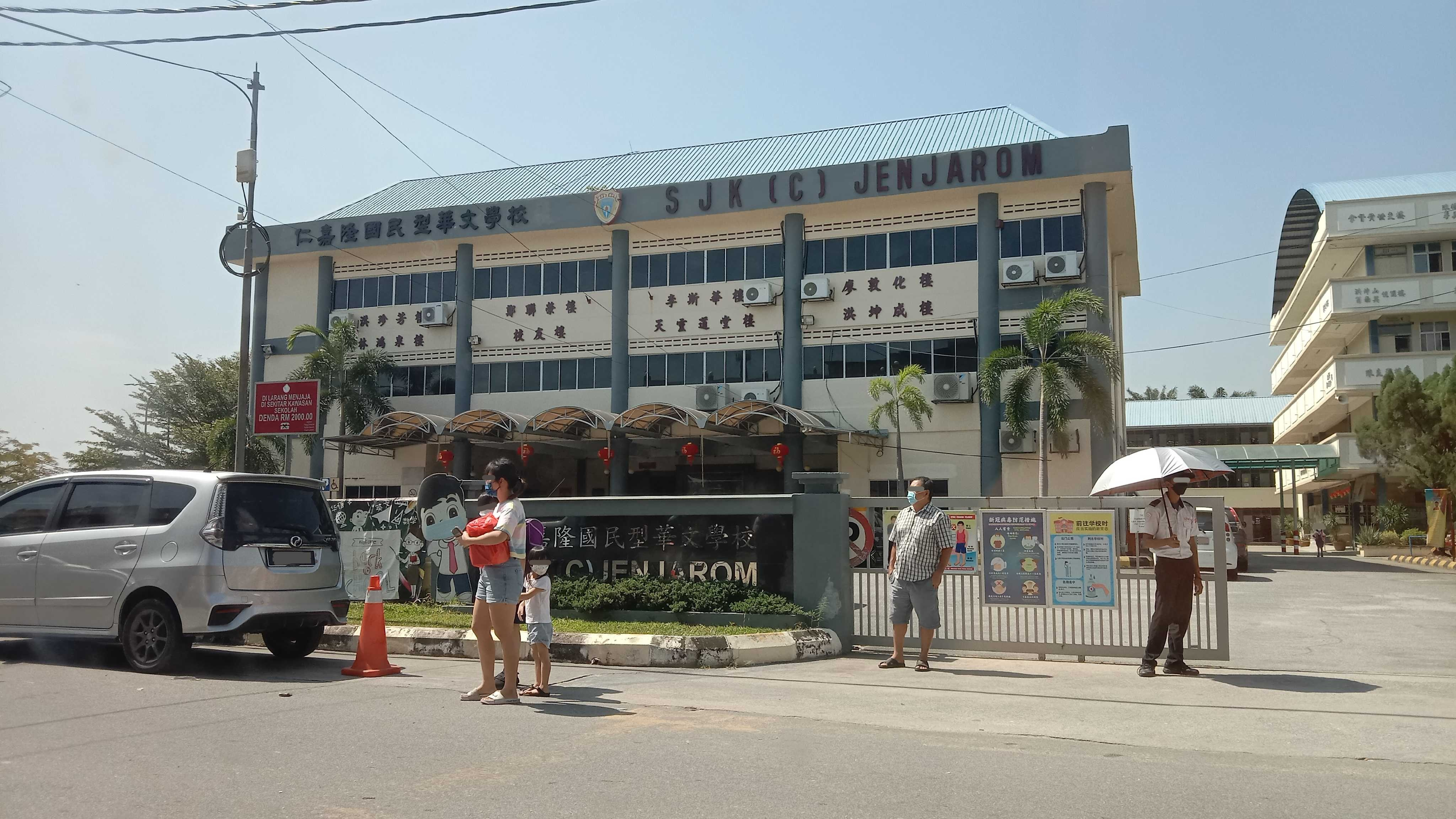
仁嘉隆华文小学的礼堂

本镇只有三间小学和两间中学，现今大部分华裔学生都就读于仁嘉隆华小。

### 学校
- 仁嘉隆华文小学（SJK (C) Jenjarom）
- 仁嘉隆国民小学（SK Jenjarom）
- 仁嘉隆淡米尔小学（SJK (T) Jenjarom）
- 仁嘉隆国民中学（SMK Jenjarom，也称 “对面笆”）
- 瓜拉冷岳福隆港华文小学（SJK (C) Bukit Fraser (Kuala Langat)）
于2022年3月21日开放。原先的福隆港因人数不足而迁移仁嘉隆东北部的丽阳丰逸城。[5]
- 仁嘉隆太子城国民中学（SMK Bandar Saujana Putra），于2022年3月开课。

## 交通
仁嘉隆可通过南巴生谷大道的直落邦里玛嘉朗的交通枢纽抵达。此外，仁嘉隆也可通过巴生－万津路抵达。

## 购物中心
仁嘉隆镇内有一间莲花超市 Lotus's Jenjarom（前名为特易购特大店 (Tesco Extra)），曾经发生天花板倒塌的事件。
另有一家宜康省超市（Econsave Hypermarket）于2017年开张。

## 天灾

### 水灾事件
2021年12月17日傍晚5时，仁嘉隆因雷雨下得非常大而导致水灾，这场水灾的周围排水沟的水溢出不到一英尺，还淹至附近的莲花超市及宜康省超市。据其主管诺拉赞·哈米斯 (Norazam Khamis) 指出，昨天下午5时以来的大雨导致该地区被洪水淹没，随后直落邦里玛嘉朗消防局的救援队被部署到那里监测情况。